# Pseudophiloscia sundaica
Pseudophiloscia sundaica är en kräftdjursart som beskrevs av Johann Moritz David Herold 1931. Pseudophiloscia sundaica ingår i släktet Pseudophiloscia, och familjen Philosciidae. Inga underarter finns listade.